# 福岡市立勝馬小学校
福岡市立勝馬小学校（ふくおかしりつ かつましょうがっこう）は、福岡県福岡市東区大字勝馬字瀬脇にある公立小学校。

## 概要
1876年、西福寺の一部を借り受けて勝馬小学校が創設された。1935年、6年制の勝馬尋常小学校が発足し、1940年に国民学校令により勝馬国民学校に改称したのち、1947年の学制改革により志賀島村立勝馬小学校に改称。その後、志賀島村の町制施行、志賀町の福岡市への編入を経て現在に至る。
少人数であることや海が近いことを活かした独自の教育を取り入れている。
5・6年が複式学級になっているため、修学旅行は2年に一回の実施となる。また、同じく市内のへき地校である曲渕小学校と合同で行う行事がある。
2005年4月、福岡市の小規模校特別転入学制度 (通称：海っ子山っ子スクール) の対象校となった。
現在勝馬小学校は学校規模適正化の対象校になっているため、将来近隣の学校と統合する可能性がある。

## 沿革
- 1876年（明治9年）4月15日 - 西福寺の一部を借り受け勝馬小学校創設。
- 1893年（明治26年）4月 - 勝馬と弘の中間地に校舎を新設し3カ年程度の尋常科となる。
- 1895年（明治28年）3月 - 暴風雨のため校舎が倒壊する。
- 1895年（明治28年）8月 - 再築し同時に1年程度の補修科を併設。
- 1908年（明治41年）3月 - 1907年の小学校令改正に伴い義務教育期間が6年とされたため、尋常小学校4年程度で卒業。児童は4年まで当校、5年以上は志賀島尋常小学校に通学する。
- 1931年（昭和6年）4月1日 - 弘の児童は全員志賀島尋常小学校へ通学、勝馬の児童のみとなる。
- 1934年（昭和9年）4月29日 - 尋常小学校の5年生を収容。
- 1935年（昭和10年）4月 - 尋常小学校の6年生を収容。名実ともに勝馬尋常小学校として発足。
- 1941年（昭和16年）4月1日 - 国民学校令により勝馬国民学校に改称。
- 1947年（昭和22年）4月1日 - 学制改革により - 志賀島村立勝馬小学校に改称。
- 1953年（昭和28年）4月 - 志賀島村の町制施行により志賀町立勝馬小学校に改称。
- 1971年（昭和46年）4月5日 - 志賀町の福岡市への編入により福岡市立勝馬小学校に改称。
- 1982年（昭和57年）11月4日 - 校舎改築工事が完成。
- 1991年（平成3年）5月31日 - プールが完成。
- 2001年（平成13年）7月 - シーカヤック購入。生活科・総合的な学習の時間の授業で全国でも稀なシーカヤックの授業を開始。
- 2005年（平成17年）4月 - 小規模校特別転入学制度 (通称：海っ子山っ子スクール) 開始。

## 通学区域
- 大字勝馬[3]

志賀島の概ね北半分にあたる大字勝馬の全域を校区とし、南側の大字志賀島と島中西部の大字弘を校区とする志賀島小学校とは校区が隣接している。校区内は丘陵部の農村で、休暇村志賀島・しかのしま資料館などの観光・レジャー施設もある。
学校は志賀島の北端部の県道542号線より海側に入った場所に立地し、西鉄バス勝馬口停留所が最寄りバス停となる。福岡市が実施する小規模校特別転入学制度 (通称：海っ子山っ子スクール) の対象となっており、校区外から通学する児童がいる。海っ子山っ子スクール対象児童は市街地から船とバスを乗り継いで通学している。最寄りバス停へのバスが西戸崎駅から発着してるため、西戸崎地区や志賀島地区からはバスのみで通学することもできる。
中学校については、福岡市立志賀中学校の校区となる。　

## 著名な関係者
- 与田祐希